# Stojan Kolev

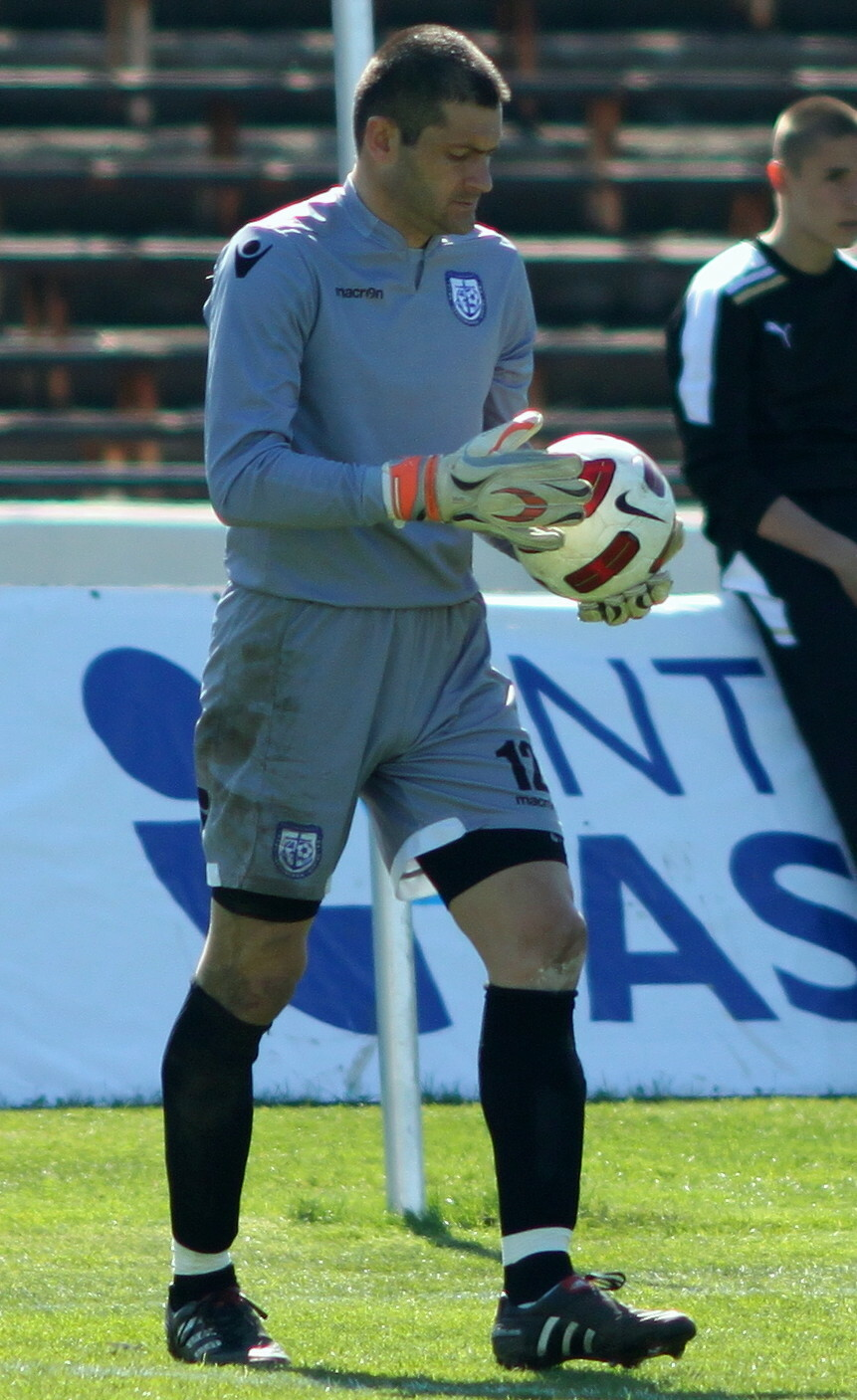
Stojan Kolev

Stojan Kolev (Bulgaars: Стоян Колев) (Sliven, 3 februari 1976) is een Bulgaars voetbaldoelman die sinds 2013 voor Lokomotiv Plovdiv speelt. Voordien speelde Kolev voor onder andere CSKA Sofia en Oțelul Galați.
Hij maakte deel uit van de Bulgaarse selectie op het EK 2004. In totaal speelde Kolev vijftien wedstrijden voor de Bulgaarse nationale ploeg.

## Carrière
- 1988-1997: FC Sliven (jeugd)
- 1997-1998: FC Sliven
- 1998-2001: Lokomotiv Plovdiv
- 2001-2002: Beroe Stara Zagora
- 2002-2005: CSKA Sofia
- 2005-2008: Lokomotiv Plovdiv
- 2008-2010: Oțelul Galați
- 2010-2013: Tsjernomorets 919 Boergas
- 2013-...: Lokomotiv Plovdiv